# Кініалон
Кініалон (Khinialon, Chinialus) — правитель кутрігурів або Patria Onoguria в 540-х роках.
Був князем від 540 до 551 р, був батьком Сініона (Sinion). Близько 551 року 12 000 болгар, що йому підкорялись, пішли війною на гепідів, перемогли їх, вийшли на Балкани, захопили і розорили балканські провінції Візантійської імперії.
Імператору Юстиніану вдалося домовитись з утигурами під керівництвом Санділа, які виступили проти своїх родичів кутрігурів.
У зв'язку з небезпекою для Константинополя, візантійський імператор Юстиніан I направив послів на північ Чорного моря до вождя утигурів Сандала, що були сусідами кутригурів. Посли зробили багаті дари грошима і зброєю, і переконали Санділа напасти на столицю кутригурів. Оскільки армія кутригурів була у Фракії, війська Санділа легко перейшли Дон і розбили загони супротивника.
Довідавшись про напад, володар кутригурів поспішив переправитись через Дунай, в результаті чого значна частина Фракії врятувалась. Після цього починається тривала семирічна війна між сусідніми племенами.
До Кініалона відомо тільки чотири імені лідерів в даній частині Патрії Оногурії (Patria Onoguria). Два з них також наводяться як альтернативні володарі лідерів утигурів: Грод (520—528) та Мугел (528—530).
Деякі джерела вказують на зв'язок Кініалона з Аттілою, через Утігура та Ернака (третього сина Атілли). Проте, можливо що віднесення до нащадків Аттіли, мало романтичний, а не фактичний характер.